# Молодіжне (Сімферопольський район)
Молоді́жне (крим. Molodijne, рос. Молодёжное) — селище в Україні, в Сімферопольському районі Автономної Республіки Крим.
Адміністративний центр Молодіжненської селищної ради.

## Опис
Розташоване в центрі району, 5 кілометрів північніше Сімферополя.
Площа: 0,453 км². За переписом населення 2001 року, у селищі проживали 6185 осіб (складає 132,3 % до 1989); станом на 1 січня 2014 – 7621 особа; переважно росіяни та українці.
Висота над рівнем моря: 218 м.

## Історія
Засноване у 1929 році.
У 1956 році створенно навчально-дослідне господарство «Комунар», у 1971 році – експериментальний тепличний комбінат «Сімферопольський» (нині підприємство «Кримтеплиця»).
Статус селища міського типу отримало 1972 року.
У 1979 році в смт мешкали 6422 особи.
У березні 2014 року окуповано РФ.
У 2023 році отримало статус селища.

## Спорт
У Молодіжному є футбольний клуб «Кримтеплиця», що грає у Першій лізі Чемпіонату України.